# فارس بن محمد الجربا
فارس بن محمد آل الجربا وقيل فارس بن الحميدي آل الجربا (ولد: غ.م - توفي: 1233هـ / 1818م) شيخ قبيلة شمر، هاجر من نجد مع قبيلته بزعامة أخيه الشيخ مطلق بعد مقتل ابنه مسلط ابن مطلق في معركة العدوة بالقرب من جبل سلمى سنة 1205هـ/1791م أمام جيش سعود بن عبد العزيز،  ثم انتقلت الزعامة إليه بعد مقتل أخيه مطلق بن محمد الجربا{ في معركة مع الوهابيين سنة 1798م في بادية العراق قرب السماوة.

## أهله
له ابن اسمه القرنا، سُمّي بذلك لأنه وُلد قريباً من مدينة القرنة بجنوب العراق.

## المقدمة
في سنة 1201هـ/1786م غزا حجيلان بن حمد إمارة جبل شمر ليخضعها لحكم الإمام عبد العزيز بن محمد، فخضعت له حاضرة الجبل بزعامة محمد بن عبد المحسن آل علي، ولكن معظم بادية الجبل بزعامة «مطلق بن محمد الجربا» رفضت الخضوع لحكم الوهابيين، فانحاز مطلق ومن معه من شمر إلى شريف مكة غالب بن مساعد الذي جهز حملة عسكرية في سنة (1205هـ/1790م) قوامها عشرة آلاف مقاتل ومعهم عشرون مدفعًا بقيادة أخيه عبد العزيز للهجوم على إمارة الدرعية. ولكن لم تتمكن الحملة من تحقيق أهدافها بسبب اقتراب موسم الحج، فتفرقت عنه القبائل. وبعدها تحالف مطلق الجربا مع الدويش زعيم مطير، واتجهوا إلى العدوة التي هي من ضمن أملاك فخذ الأسلم وأميرها ابن طوالة الذي كان على خلاف شديد مع مطلق الجربا. فلما بلغ الأمر إلى ابن طوالة توجه إلى الإمام عبد العزيز آل سعود وأبلغه بوجود تلك القوات هناك، فأرسل الإمام ابنه سعود بجيش معه إلى العدوة. فانتصر على الجيش المعارض الذي قاده مسلط بن مطلق الجربا الذي قتل في معركة العدوة،  ولم يكن مطلق وقتها موجودًا في العدوة. فكانت نتيجة المعركة دخول جبل شمر بأكمله ضمن النفوذ السعودي، ونزوح مطلق وقبيلته إلى بادية السماوة بعد أن رفض دفع الزكاة إلى ابن سعود، فأضحت أسرة آل علي صاحبة السيادة على بادية وحاضرة الجبل. وفي العراق أصبحت لمطلق سلطة كبيرة ونفوذ عظيم بحيث حج في سنة 1208هـ/1793م مع أحمد باشا الجزار والي الشام وصيدا وأمير الحج في تلك السنة.
ومع دخول سنة 1792م أضحت تجاوزات الوهابيين في جنوب العراق أكثر تكرارًا، فحثت الحكومة العثمانية والي بغداد سليمان باشا على وقف هؤلاء المحاربين المتحمسين من جزيرة العرب، فجهز الوالي سنة 1797م جيشًا بقيادة ثويني السعدون شيخ قبائل المنتفك للهجوم على الوهابيين، ولكن سرعان ماباءت الحملة بالفشل بعد اغتيال الشيخ ثويني على يد عبد أسود في الشباك.
وفي سنة 1212هـ/1798م غزا سعود بن عبد العزيز أطراف المنتفق، فصبح قرية «أم العباس» حيث سلب ونهب وقتل منها ومن حولها خلقًا كثيرًا، ثم عاد إلى نجد، وكان حمود السعدون وقتها في البادية، فلحقه ولكنه لم يتمكن من الوصول إليه. وبعد وصول سعود إلى أطراف نجد عطف وأغار في سنته على بادية العراق في رمضان من نفس العام/مارس 1798م، وكان مطلق بن محمد الجربا نازلًا في نفس البادية، نقل عباس العزاوي عن عثمان بن سند أنه قال "وأغار في سنة 1212هـ/1798م سعودُ بنُ عبدِ العزيز بن محمد السعودُ على بادية العراق وكان مطلق ابن محمد الجرباء نازلاً في بادية العراق"، فالتقيا في وادي الأبيض قرب السماوة بالعراق، حيث جرت معركة كبيرة بينهما، فتمكن الشيخ مطلق من إسقاط خزيم بن لحيان السهلي شيخ السهول برمحه، فنادى خزيم من على الأرض «جيرتك يالجربا»، فنزل مطلق من حصانه ليغيثه، ولكن خزيم هذا أخرج خنجرًا له كان قد خبأه بين ملابسه، فطعن الجربا بصدره بعدما انكب عليه ليحمله، فقتل من ساعته، في حين ذكر ابن بشر أن فرس مطلق الجربا عثرت بنعجة فسقط من فرسه، فقتله خزيم بن لحيان. وكان الأمير سعود يتمنى لو أن مطلق لم يمت. وفي أثر تلك المعركة انسحب سعود إلى داخل نجد بعد أن خسر فرسانًا من خيرة رجاله مثل براك بن عبد المحسن السرداح زعيم بني خالد وكذلك محمد العلي زعيم المهاشير. وانسحبت أيضًا شمر إلى داخل بادية الشام بعد أن فقدت الشيخ مطلق وابنه سلطان وأخوه كرينيس، وانتقلت زعامة شمر إلى الشيخ فارس الجربا.

## الحكم

### نزوح القبيلة إلى الجزيرة الفراتية
استلم فارس الجربا مشيخة قبيلة شمر سنة 1212هـ/1798م بعد مقتل أخيه مطلق في معركة مع الوهابيين،  فنقل قبيلته إلى حجيلان من أرض الشامية جنوب العراق، وأعانه في القيادة ابن أخيه الشيخ قرينيس والشيخ بنيه. وقيل أن ابراهيم بك ابن عبد الجليل بك هو الذي قرب الشيخ فارس بالوالي سليمان باشا كونه أحد مساعدي الوالي وأمير الحج العراقي، وينتسب ابراهيم بك إلى شمر طوقة من الجعفر الذين منهم آل رشيد. وخلال السنوات الثلاث التالية انضم الشيخ فارس إلى عدة حملات لحكومة المماليك ضد آل سعود،  وكانت أكبرها بقيادة الكهية علي باشا سنة 1798م، وإن كانت نتائجها قد أسفرت عن هدنة ضعيفة بين الطرفين المتحاربين. وفي صيف 1216هـ/1801م أغارت سرايا من قوات وهابية بالقرب شفاثا القريبة من كربلاء فأرسل إليهم الكهية علي باشا محمد الشاوي شيخ قبيلة العبيد وفارس الجربا ومعهم عساكر الوزير، فوجدوا القوم قد تحصنوا برواحلهم وتجهزوا للمعركة بالبنادق والمناصل، فأحجم العساكر عن مقاتلتهم ورجعوا إلى شفاثا. وكانت هناك مجموعة من بادية شمر اتفقوا مع ابن هذال شيخ العمارات من قبيلة عنزة على حرب فارس ومن معه من شمر وطردهم، فاستنجد فارس الجربا بإبن عمود الذي كان مع ابن شعلان، فهب ابن عمود لنجدته، فكانت معركتي زقدان وحجيلان التي انتصر الجربا وابن عمود على ابن هذال ومن معه من شمر بادية الجبل. وعلى إثر تلك المعركة بدأت شمر بقيادة فارس بالتوجه شمالًا، فعبرت الفرات من موقع هيت بداية 1216هـ/1801م مع خمسين بيتًا من عشيرته الخرصة، وكانت السيطرة الكاملة في الجزيرة لقبيلتي طيء والعبيد، وبعد أن استقر فارس في الجزيرة شرع يرسل الرسل والرسائل إلى قبائل شمر المختلفة النازلة في أنحاء الشامية، ويدعوها إلى اللحاق به، وزيادة في التشويق كان بحشو حدج الإبل والركائب الذاهبة إليها من كلأ الجزيرة وأعشابها الصالحة لرعي جميع أجناس المواشي، فهرعت إليه شمر من كل صوب وحدب، ولم يطلع شتاء 1217هـ/1802-1803م حتى كانت القبيلة حوله بكاملها في جبل سنجار. ومن هنا بدأ وجود شمر واستقرارها في الجزيرة الفراتية مع فارس آل محمد الجربا، مع العلم أنها توجد في العراق قبل هجرة الجربا بمئات السنين، فقبلهم ابن قشعم والزقاريط من عبدة وزوبع جماعة ابن محمود وقبيلة الصايح. ويمتد مناطق سكناها ما بين جبل سنجار وجبل عبد العزيز شمالًا، ورأس دلتا دجلة والفرات حوالي عشرة كيلومترات جنوب بغداد حدًا جنوبيًا، فيما تعد الجبهة الغربية للفرات والخابور الحدود الغربية، بينما يمثل دجلة الحدود الشرقية لمناطق شمر إلى الوقت الحالي. ولما كانت شمر تفتقد في ذلك الوقت للقوة والنفوذ الذي تمتلكه القبائل القوية الأخرى مثل المنتفك والخزاعل والعبيد، لذا فقد بقيت قوتها وقوة شيخها فارس الجربا خلال سنوات 1800-1818 تستند على دعم باشوات المماليك، وقد أثار الشيخ فارس إعجاب سليمان باشا لمعرفته الدقيقة للوهابيين، ودفاع قبيلته القوي عن جنوب العراق.

### حكم الجزيرة الفراتية
بعد تولي الوزير الكهية علي باشا حكم العراق خلفًا لسليمان باشا سنة 1802م، أرسل الوالي الجديد حملة ناجحة بقيادة فارس الجربا ومحمد بك الشاوي لتأديب اليزيديين في جبل سنجار، وبعد انتهاء الحملة قام الوالي فأعدم زعيم قبيلة العبيد محمد بك الشاوي وأخاه الأصغر عبد العزيز بك بالقرب من تلعفر، وذلك بسبب اشتياه بتخابر محمد بك الشاوي مع سعود بن عبد العزيز في حملة الكهية سنة 1799م، فخاف جاسم بك ابن محمد الشاوي على حياته، ففر مع عشيرته العبيد نحو نهر الخابور. فاستعان علي باشا بالشيخ فارس في حملتين خاسرتين ضد متمردي العبيد سنة 1803م. وبعدها بسنتين، أي سنة 1805م تمكنت قبيلة شمر بقيادة الشيخ فارس من دحر عشيرة العبيد نهائيا في ملتقى نهري الخابور والفرات، وقد دعمت باشوية بغداد شمر بالقوات الحكومية، وأعلن والي بغداد النفير العام في مقاطعة كردستان، وتشكلت قوة عثمانية حاصرت مع شمر قبيلة العبيد ومن معها من العشائر في منطقة الحويش قرب سنجار، واستمرت المناوشات بين شمر والعبيد 90 يومًا قتل جراءها 100 شخص من العبيد ومن معها من العشائر، وقتل من شيوخ العبيد في تلك المعارك ضامن بن محمد الظاهر وأخوه سليمان.
هكذا ضعفت قبيلة العبيد عسكريًا بعد ضعف قوتها، وفقدت نفوذها السياسي السابق وعبرت نهر دجلة لتتوطن بين الزاب الصغير ونهر ديالى، بلإضافة إلى ذلك فقد أخرجت شمر الجبور نحو الخابور وسكن قسم منهم بالقرب من دجلة عند شرقاط، في حين استوطنت طيء في المناطق التي تقع شمال غرب الموصل، فأصبح لشمر السيادة الكاملة على إقليم الجزيرة الفراتية. فصاروا يأخذون الخوة من الفلاحين والعشائر التي استضافتهم من قبل، ويأخذون خفارة الطريق بين الموصل وبغداد وطريق بغداد-حلب، ولما تمادوا في الغزو والسلب ضاق بهم الوزير ذرعا فقبض على ابن أخي الشيخ فارس وصلبه في بلدة عانة 1809م. غضب فارس على مقتل ابن أخيه ورحل عن بغداد إلى سنجار، وانضم إليه فارس الحمد شيخ طيء الذي كان يخفر من باب بغداد إلى باب ماردين، ومن الطريق السلطاني من كركوك إلى الزاب.

### احتكاكه بالظفير والرولة
في سنة 1224هـ/1809م أقنع الشيخ فارس الباشا الجديد بالقيام بحملة عسكرية غالية الكلفة تؤمن لشمر مد السيطرة على الجزيرة العليا من جبل سنجار إلى نهر البليخ، وحاولت شمر مد نفوذها إلى الغرب أبعد من الخابور. وكان الوالي يريد التخلص من شره ومن شر قبيلة طيء، فوافق على ذلك. إلا أن الحملة واجهت تحديًا شديدًا من قبائل الظفير والرولة من عنزة. فأرسل الوزير سليمان باشا جيشا من ستة آلاف خيال وجندي بقيادة أخوه بالرضاع «أحمد بك باشايوغ» وضمت قوات من قبيلة شمر بقيادة فارس الجربا وكذلك قبائل البوحمدان والعبيد وقوات كردية بقيادة تيمور باشا الملي وانضمت إليها قوات سليمان باشا بابان متصرف كوي سنجق. ومهمة تلك القوات تأديب قبائل الظفير وشيخها الشايوش بن عفنان السويط والرولة وشيخها الدريعي بن شعلان، فالتقى الجمعان في العين بلدة بالقرب من نهر البليخ بين حران ونصيبين، واندلع قتال شديد كان النصر من نصيب الظفير وعنزة. وقد تسبب ذلك في نزوح بعض عشائر شمر إلى الضفة اليمنى من الفرات يوم 25 محرم 1224هـ/ ديسمبر 1809م، فاستأذنوا الإمام سعود بالعودة فأذن لهم. ولم يأذن لفارس بدخول نجد. مع ذلك حافظ فارس الجربا على نفوذه السياسي في بغداد إلى سنة 1228هـ/1813م.

## الثورة على حكومة بغداد
خلال سنوات حكم سليمان باشا الصغير وعبد الله التوتونجي كانت لفارس الجربا حظوة عندهما، واحتل منصب باب العرب بدلا من آل الشاوي. ولكن بعد معركة غليوين التي انتصر فيها سعيد بن سليمان باشا بدعم من حمود بن ثامر على التوتونجي وأصبح بعدها سعيد واليًا على العراق سنة 1228هـ/1813م تغيرت خريطة التحالفات القبلية، فتوجه الوالي الجديد نحو المنتفك وتخلى عن شمر والخزاعل اللتان كانتا لهما الحظوة زمن علي باشا وسليمان باشا والتوتونجي من 1802إلى 1813م، مما أثر على طبيعة العلاقات بينهم، فبدأت التوترات تطفو على السطح.
في سنة 1228هـ/1813م رفض الوالي سعيد باشا منح الشيخ فارس المزايا التي أعطاها له أسلافه ولاة بغداد السابقين مثل الشيخ الأول على منطقة الجزيرة بلا منازع، والهدايا السنوية التي تعطى له من خزينة بغداد، بالإضافة إلى عزله من منصب باب العرب، وأعاد الوالي المنصب إلى جاسم -أو قاسم- الشاوي شيخ قبيلة العبيد. فخرج الشيخ فارس من بغداد معلنًا العصيان على الحكومة، فقامت قبيلته بقطع طرق المواصلات بين الموصل وبغداد وحلب ربيع 1814م، فتوقفت الكراوين (مراكب لنقل المسافرين برًا) والمراكب التاتارية (البريد الحكومي)، واضطربت أرجاء الجزيرة الفراتية. وبعدها توجه الشيخ فارس مع ابن أخيه بنيه الجربا جنوبًا وتحالف مع الخزاعل. ولم تأت السنة التالية حتى تمزقت العلاقات بين الحكومة والعشائر تمزقًا شديدًا إلى درجة أن العشائر الكبرى في غربي العراق من الخزاعل والزبيد وشمر الجربا عقدت اتحادًا ضد سعيد باشا، وفي سنة 1814م استقرت شمر الجربا مع الخزاعل عند الضفة الغربية للفرات، ثم بدأتا بحصار مدينة الحلة بعد أن نهبوا مدنًا وبلدات أخرى على طول الفرات.

### مقتل بنيه الجربا
طلب سعيد باشا مساعدة حمود الثامر وقبيلته المنتفق ضد هذا التمرد. فاستدعى حمود قبائل الظفير وعنزة والعبيد لمساعدته على القضاء على تلك الثورة، فخرج بتلك القبائل واتباعه من رجال المنتفق يسانده جيش المماليك بقيادة داود باشا في محاولة لإعادة الأمن إلى وسط العراق، فبدأ داود باشا بشن الهجمات المباغتة على الشيخ فارس ومن معه من شمر والخزاعل. فكانت سنة 1815م عام شؤم على شمر ومن معها من البعيج والزقاريط التي كانت نازلة عند الخزاعل،  فقد توجه داود باشا بجيشه نحو الخزاعل وشمر، وفي نفس الوقت تحرك حمود الثامر مع عنزة نحو نفس الهدف. وكان بنيه قد انفصل مع ثلة من فرسان شمر من «الخرصة» للاستطلاع، فوقع في كمين حيث قتل، وقد حزن أمير المنتفق حمود الثامر لمقتله، ووبخ قاتله ابن أخيه «عيسى بن محمد» وطرده من مجلسه، ثم قام بدفنه في منطقة الزرزورية الواقعة بالجهة اليمنى من «نهر الديوانية». في حين ذكر ابن سند رواية أخرى عن مقتله، أن بنيه نزل بقبيلته على خزاعة ليكتال، وكان الدريعي الرويلي يراقبه، فاقتفى أثره ونزل قريبا منه وأرسل إلى حمود الثامر يستنفره فأمده ببعض رجاله، وكذلك خرج عسكر الوزير سعيد إلى مكان وجود بنيه، فقامت الحرب طلبا لرأسه، فأصابته بندقية فخر من حصانه حيث قتل. وكانت وفاته في بداية سنة 1816م.

## أواخر أيام الشيخ فارس
في ذلك الوقت دخلت شمر بقيادة فارس الجربا والخزاعل بقيادة حمد الحمود في معركة شرسة ضد القوات الحكومية استمرت أكثر من شهرين، فكانت الغلبة فيها للقوات الحكومية ومن والاها من القبائل. وبذا بدأ الضعف يدب في القبيلة، فبعد عداء الحكومة في بغداد سنة 1813م وثورة القبيلة سنة 1815م نتج عنها مقتل الشيخ «بنيه بن قرينيس الجربا» فأصيب نفوذها بضربة شديدة خصوصًا بعد تسلم داود باشا الحكم في العراق سنة 1817م، حيث كانت الأولوية لديه هي تقوية نظام الحكم في بغداد بعد تشرذم لسنوات طويلة أدى إلى تمرد القبائل على الحكومة وازدياد هيمنتها. فأذعنت القبائل من تلقاء نفسها لحكم داود باشا إلا عشائر بني تميم وشمر والباوي والرفاعي والنجادة وبني عمير، حيث اتفقت تلك العشائر فيما بينها وتجمعت بمكان قرب المحمودية وراحوا يهاجمون الطرق ويقطعون السبيل ويسلبون رغم قربهم من مركز الحكومة. فجهز الوالي قائد جيشه الكتخدا للقضاء على ذلك التجمع بثلاث حملات تمكن من تمزيقها والاستيلاء على مواشيها وأموالها،  وهجم بعدها على شمر وأخذ منها خمسمئة بعير نكالًا وتأديبا لها عن العودة إلى النهب والغارة. وسعى الوالي إلى منع فارس الجربا وقبيلته من التحكم بالمواصلات البرية بين البصرة وبغداد ومنها عبر الصحراء إلى أورفة وحلب بعد حملتين ناجحتين، ففقدت شمر هيمنتها على تلك الطرق بين بغداد وحلب والموصل، وخسرت أموال ضريبة مرور البضائع التجارية المارة عبر أراضيها «الخوة». فلم تتمكن تلك القبيلة من الثورة ضد الحكومة المركزية أو خلق المشاكل لها حتى وفاة الشيخ فارس سنة 1233هـ/ 1818م. فأضحت القبيلة التي كانت من قبل قوية، تلعب دورًا ضئيلًا في الشؤون الإقليمية خلال السنوات الأربع التالية، ولكنها سرعان ما تصدرت مكانة مرتفعة من القوة والنفوذ بعد أن حكمها الشيخ صفوك ابن الشيخ فارس الجربا لفترة ثلاثين سنة تالية.

## الملاحظات
1. ↑  العدوة: وادٍ ينحدر من شمال سلسلة جبل رمان الأسمر من امتداد الشفا وشمال، ويدعى أعلاه وادي العش، وأوسطه وادي العبد وأسفله وادي العدوة.[6]
2. ↑  باب العرب هو منصب استحدثه الوالي سليمان الكبير، ويتخصص في معالجة أوضاع القبائل العربية في ولاية العراق وكان الشاوي يشغله طيلة حياته.[28]